# Leandro N. Alem
Pour les articles homonymes, voir Alem et Leandro N. Alem (homonymie).
 (octobre 2016).
Si vous disposez d'ouvrages ou d'articles de référence ou si vous connaissez des sites web de qualité traitant du thème abordé ici, merci de compléter l'article en donnant les références utiles à sa vérifiabilité et en les liant à la section « Notes et références ».
Leandro Nicéforo Alem, né le 11 mars 1842 à Buenos Aires et décédé le 10 juillet 1896 dans la même ville, est un homme politique argentin, fondateur de l'Unión Cívica Radical,. 
Il fut élu deux fois député provincial et deux fois sénateur national. Il est l'oncle et le mentor du président argentin Hipólito Yrigoyen, né dix ans après lui et qui devint en 1916 le premier président du pays élu au suffrage universel et secret.

## Biographie

### Jeunesse
Son père Leandro Antonio Alen, est un épicier du quartier de Balvanera, de la ville de Buenos Aires, et un des chefs de la Sociedad Popular Restauradora ou Mazorca, la force parapolicière de Juan Manuel de Rosas, motif pour lequel il sera pendu sur la Plaza de Mayo au centre de Buenos Aires. Leandro Alem changera la dernière lettre de son nom pour atténuer la discrimination permanente dont il souffre à cause du souvenir de la triste fin de son père : il fut toujours le « fils du pendu ». À la mort de son père la famille tombe dans la misère et sa mère doit travailler pour subvenir aux besoins familiaux.
Très jeune il entre dans l'armée comme volontaire. Il participe aux dernières batailles des guerres civiles argentines, Cepeda en 1859 et Pavón en 1861. Il obtient le grade de capitaine dans la guerre de la Triple-Alliance (1865—1870) où il est blessé.
Il obtient ensuite son titre d'avocat de l'Université de Buenos Aires et installe son étude avec son ami Aristóbulo del Valle. Il devient aussi un important dirigeant de la maçonnerie.

### Carrière politique
En 1890 Alem participe avec l'ex-président Bartolomé Mitre à la fondation de l'Unión Cívica. Ils organisent un soulèvement armé contre le gouvernement constitutionnel, resté connu comme la « révolution du Parc » ou « Révolution de 1890 », qui force le président Miguel Juárez Celman à démissionner.  
Aux élections législatives du 15 mars 1891, il est élu sénateur national. 
Peu après, l'Unión Cívica présente la candidature de Bartolomé Mitre aux élections présidentielles. Mais Mitre entre en négociations avec Julio Argentino Roca, chef indiscuté de ce qu'on appelle « l'officialisme » et l'Unión Cívica se divise en deux partis : Mitre reste à la tête de l'Unión Cívica Nacional et Alem prend celle de l'Unión Cívica Radical. Avec lui se trouvent son associé Aristóbulo del Valle, un autre sénateur national, Bernardo de Irigoyen, Lisandro de la Torre, et son neveu Hipólito Yrigoyen entre autres.
Le 15 août 1891 la Convention nationale de l'Unión Cívica Radical fait de Bernardo de Irigoyen son candidat à la présidence. Quelques jours avant les élections, le 2 avril 1892, le président Carlos Pellegrini dénonce un prétendu complot radical pour prendre le pouvoir et assassiner les principaux fonctionnaires. Immédiatement il décrète l'état de siège et fait arrêter les principaux leaders radicaux, parmi lesquels Leandro Alem. Les élections du 10 avril se tiennent dans ces conditions frauduleuses et répressives, sans la participation de l'Unión Cívica Radical. Luis Sáenz Peña, un proche de Julio Argentino Roca, est élu.
Après la libération des responsables radicaux, et face à l'évidence que le gouvernement à la solde de Roca continuerait à empêcher par tous les moyens l'accession au pouvoir du parti par des moyens électoraux, l'Unión Cívica Radical se réorganise pour préparer un soulèvement armé. La Révolution de 1893 vise à faire de Leandro Alem le président de la Nation, à Rosario. Mais cette insurrection échoue à la suite de graves erreurs de commandement. Le neveu d'Alem, Hipólito Yrigoyen, qui avait beaucoup travaillé à organiser l'UCR dans la province de Buenos Aires, s'oppose alors à son oncle. 
Alem se suicide le 1er juillet 1896. Il laisse une lettre écrite le jour de sa mort et qui est connue comme son testament politique, où on lit : ¡Que se rompa, pero que no se doble! (en français : « Qu’il se brise, mais qu'il ne plie pas ! »). Ses cendres reposent au Cimetière de Recoleta, dans le même Panthéon qu'Hipólito Yrigoyen et Arturo Umberto Illia.